# Wanda Wróblewska (Regisseurin)
Wanda Wróblewska (* 2. April 1911; † 30. September 1997) war eine polnische Regisseurin.
Nach einer Ballettausbildung wirkte Wróblewska von 1935 bis 1938 als Choreographin in Vilnius. 1938–39 besuchte sie die Regieabteilung des Staatlichen Theaterinstitutes (PIST). Von 1946 bis 1948 studierte sie an der Filmhochschule Łódź (PWST). Daneben war sie 1946 bis 47 Regieassistentin am Theater der polnischen Armee in Łódź. Bis 1949 wirkte sie dann als Regisseurin am Śląski-Theater in Kattowitz, danach bis 1951 als Regieassistentin am Warschauer Volkstheater.
Nachdem sie kurze Zeit das Kindertheater geleitet hatte, arbeitete sie bis 1955 als Regisseurin in Kielce, Częstochowa, Rzeszów und Nowa Huta. 1956 gründete sie in Warschau das Teatr Ziemi Mazowieckiej, das sie bis 1968 leitete.

## Quelle
- Teatr w Polsce - polski wortal teatralny - Wanda Wróblewska

| Personendaten    | Personendaten         |
| ---------------- | --------------------- |
| NAME             | Wróblewska, Wanda     |
| KURZBESCHREIBUNG | polnische Regisseurin |
| GEBURTSDATUM     | 2. April 1911         |
| STERBEDATUM      | 30. September 1997    |
| STERBEORT        | Warschau              |